# Мечеть Эсмахан Султан
Мечеть Эсмахан Султан (рум. Moscheea Esmahan Sultan) — старейшая мечеть в Румынии. Расположенная в Мангалии, жудец Констанца, обслуживает общину из 800 мусульманских семей, большинство из которых турецкого и татарского происхождения.

## История
В 1452 году, когда Добруджа попала под османское господство, в городе Мангалия проживали представители разных народов и конфессий в лице турок, татар, гагаузов, евреев и греков. Известный турецкий путешественник Эвлия Челеби называл Мангалию «Меккой странствующих и бедных людей».
Мечеть Эсмехан Султан была построена в 1575 году по приказу дочери османского султана Селима II и его законной жены Нурбану-султан. При строительстве мечети использовался камень, взятый из стен древнегреческой крепости Каллатис. Ритуальный фонтан, расположенный во дворе мечети, был сделан из камня, взятого из старой римской гробницы.
Во времена коммунистической власти, как и остальные религиозные сооружения, мечеть не действовала, что привело к разрушению. После румынской революции 1989 года мечеть была реконструирована с помощью мэрии муниципалитета Мангалия.

## Галерея

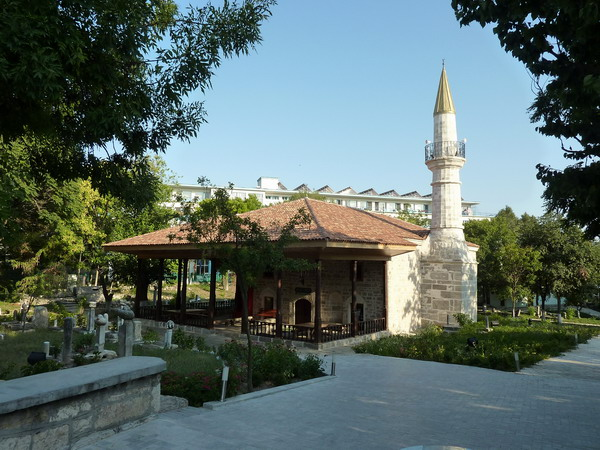
Другая сторона
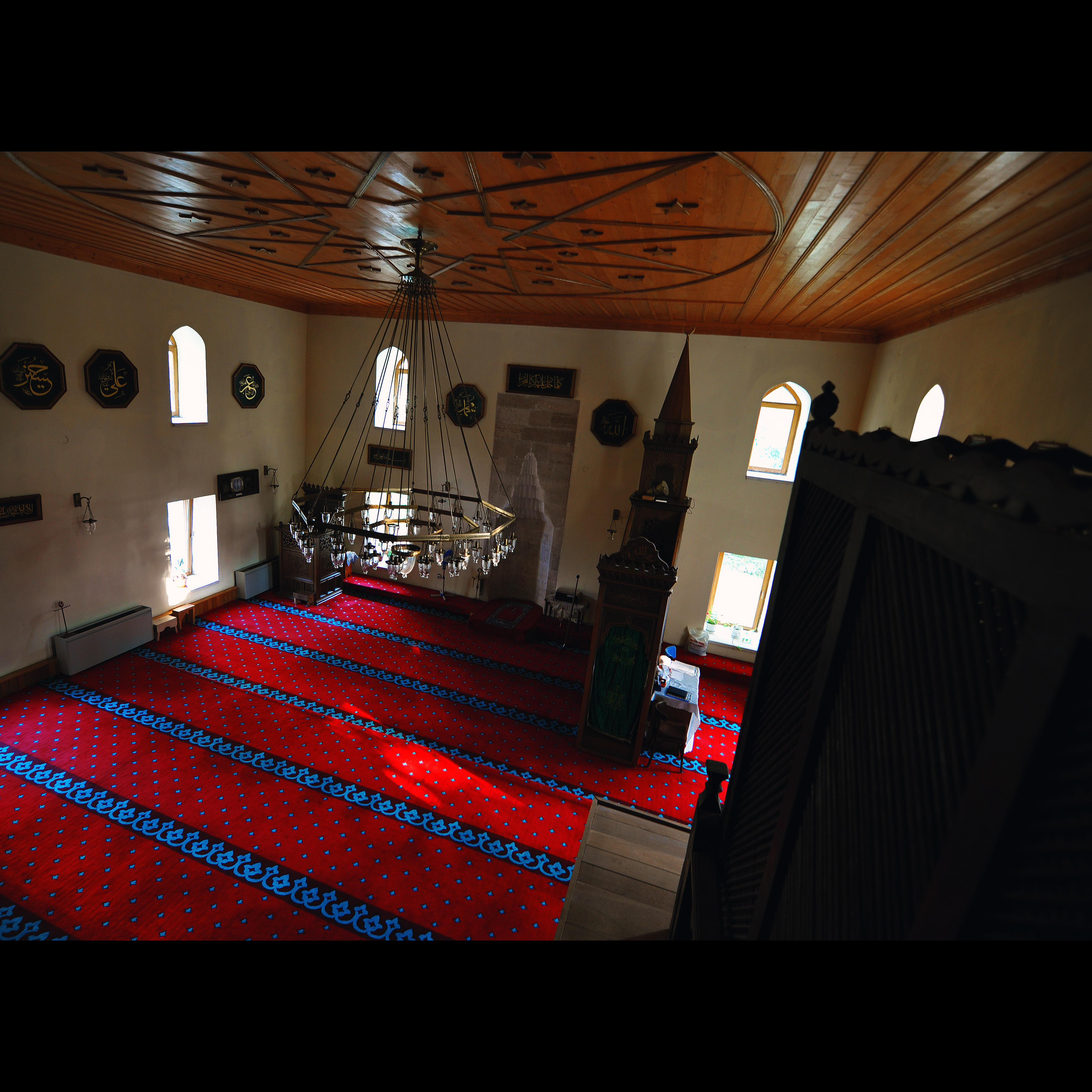
Внутри мечети